# Andicola
Andicola é um gênero de traça pertencente à família Arctiidae.